# Буряк, Игорь Васильевич
И́горь Васи́льевич Буря́к (укр. Ігор Васильович Буряк; род. 12 января 1983, Киев) — украинский футболист.

## Биография

### Клубная карьера
В ДЮФЛ выступал за киевские ДЮСШ-14 и «Динамо». С 2000 по 2002 годы выступал за клуб «Захсен» (Лейпциг). Зимой 2003 года попал в донецкий «Металлург». В основном играл за «Металлург-2». Но 21 августа 2004 года дебютировал за основу в Кубке Украины в матче против днепродзержинской «Стали» (2:3). Зимой 2005 года перешёл в харьковский «Арсенал», после команда называлась «Харьков». Позже играл за мариупольский «Ильичёвец» и овидиопольский «Днестр».
В июле 2009 года перешёл в симферопольскую «Таврию», контракт подписал по схеме «1+1». В Премьер-лиге дебютировал 18 октября 2009 года в матче против киевского «Арсенала» (2:2). Игорь начал с первых минут, но на 46 минуте его заменил Илья Галюза.
26 февраля 2011 года подписал контракт в овидиопольским «Днестром».

### Карьера в сборной
В 1999 году провёл 6 матчей за юношескую сборную Украины до 17 лет.